# ليمور صوفي
الليمور الصوفي (الاسم العلمي: Avahi) (بالإنجليزية: Wooly Lemur)‏ هو جنس من الحيوانات يتبع الفصيلة الإندرية من رتبة الرئيسيات.

## أنواع الليمور الصوفي
- ليمور صوفي شرقي
- ليمور صوفي غربي
- ليمور صوفي أحادي اللون
- ليمور صوفي بيمراهي
- ليمور صوفي ماسوالي
- ليمور صوفي بيرياراسي
- ليمور صوفي بتسيليوي
- ليمور صوفي رامانانتسوفاناي